# Omega-Gletscher
Der Omega-Gletscher (japanisch オメガ氷 Omega-hyoga) ist ein Gletscher an der Kronprinz-Olav-Küste des ostantarktischen Königin-Maud-Lands. Er mündet südlich des Kap Omega in die Kosmonautensee.
Kartografiert und fotografiert wurde er von Teilnehmern der von 1957 bis 1962 dauernden japanischen Antarktisexpedition, die ihn auch benannten.